# 普洛斯基波季克
48°38′43″N 22°53′37″E / 48.64528°N 22.89361°E
普洛斯基波季克（烏克蘭語：Плоский Потік），是烏克蘭西部的村莊，隸屬外喀爾巴阡州的穆卡切沃區。該村始建於1500年，面積3.89平方公里，海拔高度349米，2001年人口269，人口密度每平方公里69.15人。